# Carlo Nash
Carlo Nash est un footballeur anglais né le 13 septembre 1973 à Bolton.

## Palmarès
- Manchester City
  - Championship
    - Vainqueur : 2002